# Crithagra sulphurata
Il canarino solforato (Crithagra sulphurata (Linnaeus, 1766)) è un uccello passeriforme della famiglia dei Fringillidi.

## Etimologia
Il nome scientifico di questi uccelli (del quale il nome comune altro non è che una traduzione), sulphurata, deriva dal latino e significa "macchiata di zolfo", in riferimento alla loro livrea.

## Descrizione

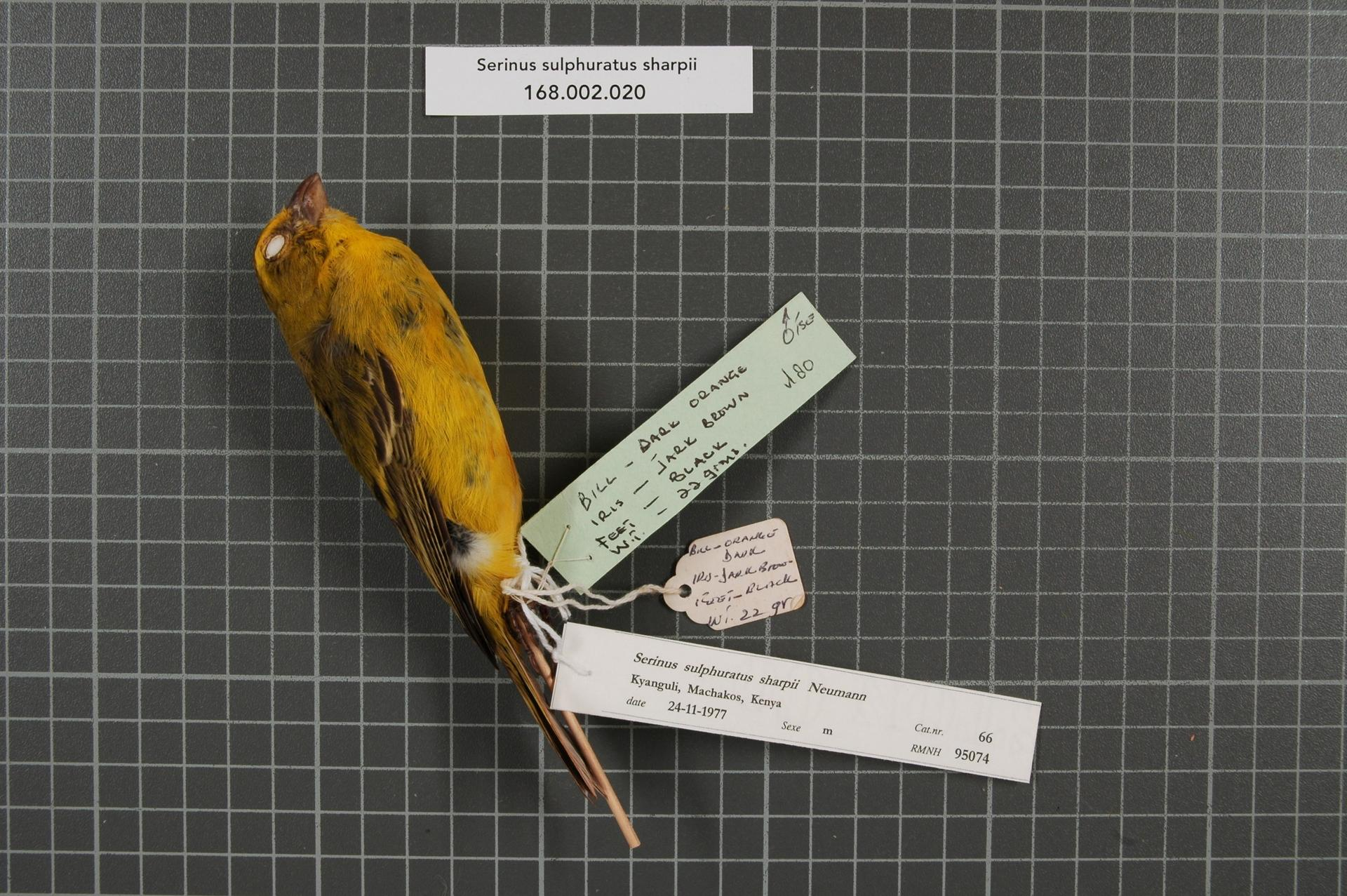
Maschio impagliato.

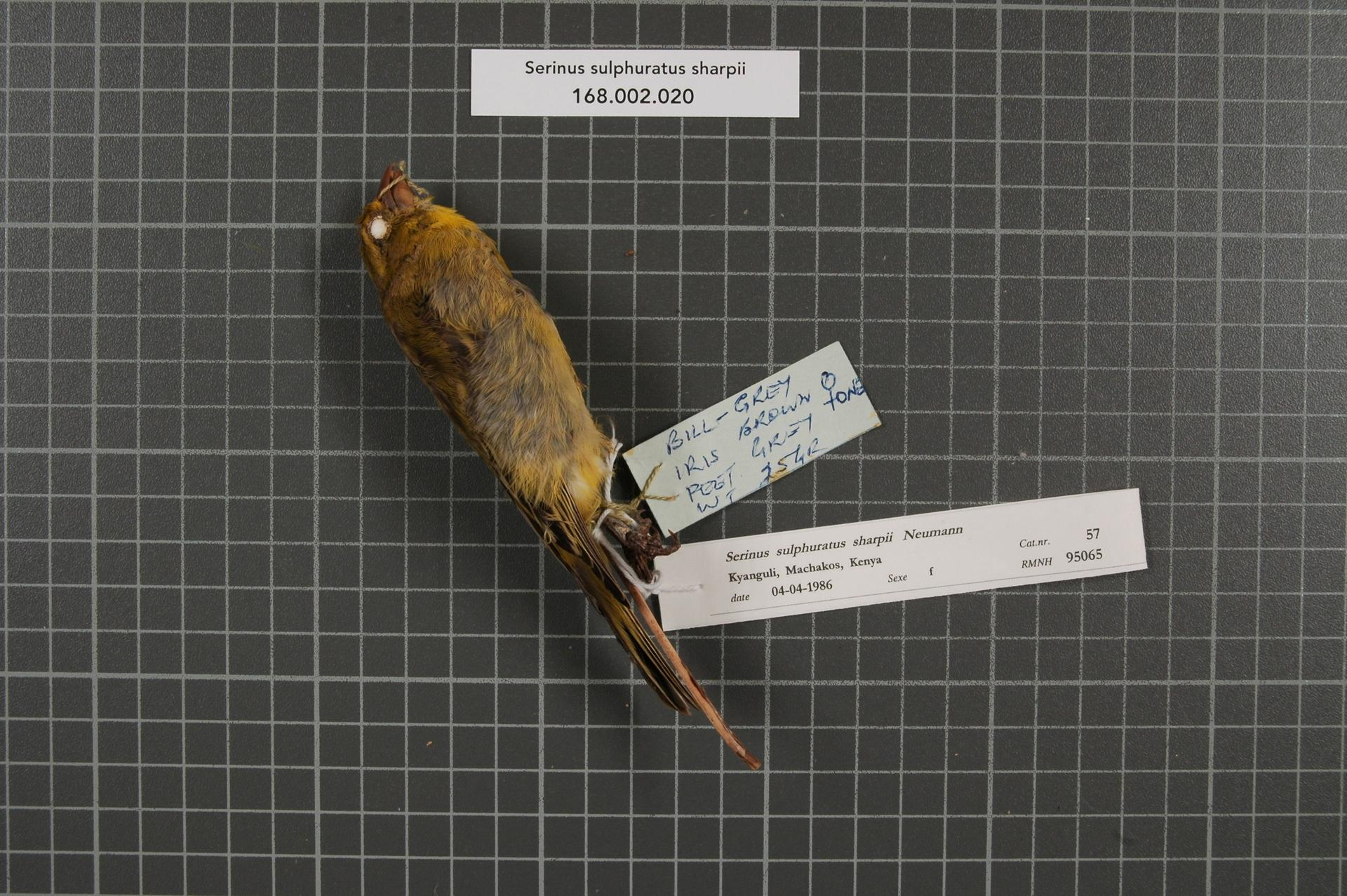
Femmina impagliata.

### Dimensioni
Misura 13,5-16 cm, per un peso di 15-35,3 g: la taglia mostra un gradiente crescente man mano che si va da nord verso sud.

### Aspetto
Si tratta di uccelletti robusti ma slanciati, muniti di testa arrotondata, forte becco conico, ali appuntite e coda dalla punta lievemente forcuta. Viene spesso confuso con il canarino del Mozambico, rispetto al quale presenta meno lipocromo giallo, oltre a una differente conformazione dei disegni facciali, molto meno accentuati in questa specie.
Il piumaggio presenta dimorfismo sessuale: nei maschi sopracciglio, guance, gola, petto (più scuro), spalle, ventre, fianchi e codione sono di colore giallo carico, mentre fronte, vertice, nuca, mustacchio, area fra lati del becco, occhi e area attorno alle orecchie, dorso ed ali è di colore giallo-verdastro. Ali e coda sono nere, con le penne orlate di giallo-verdastro, ben evidenti soprattutto sulle ali. Nelle femmine il pigmento giallo è molto meno diffuso e concentrato su gola e basso ventre, mentre l'area ventrale è grigia con sfumature arancio e l'area dorsale è bruna.

In ambedue i sessi il becco è nerastro, con la parte inferiore più chiara e tendente al bruno, mentre le zampe sono di colore carnicino-nerastro e gli occhi sono di colore bruno scuro.

## Biologia
I canarini solforati sono uccelli dalle abitudini diurne, piuttosto solitari, che si muovono da soli, in coppie o in gruppetti familiari alla ricerca di cibo fra i cespugli o l'erba alta, tenendosi in contatto fra loro tramite richiami pigolanti e cinguettii.

### Alimentazione

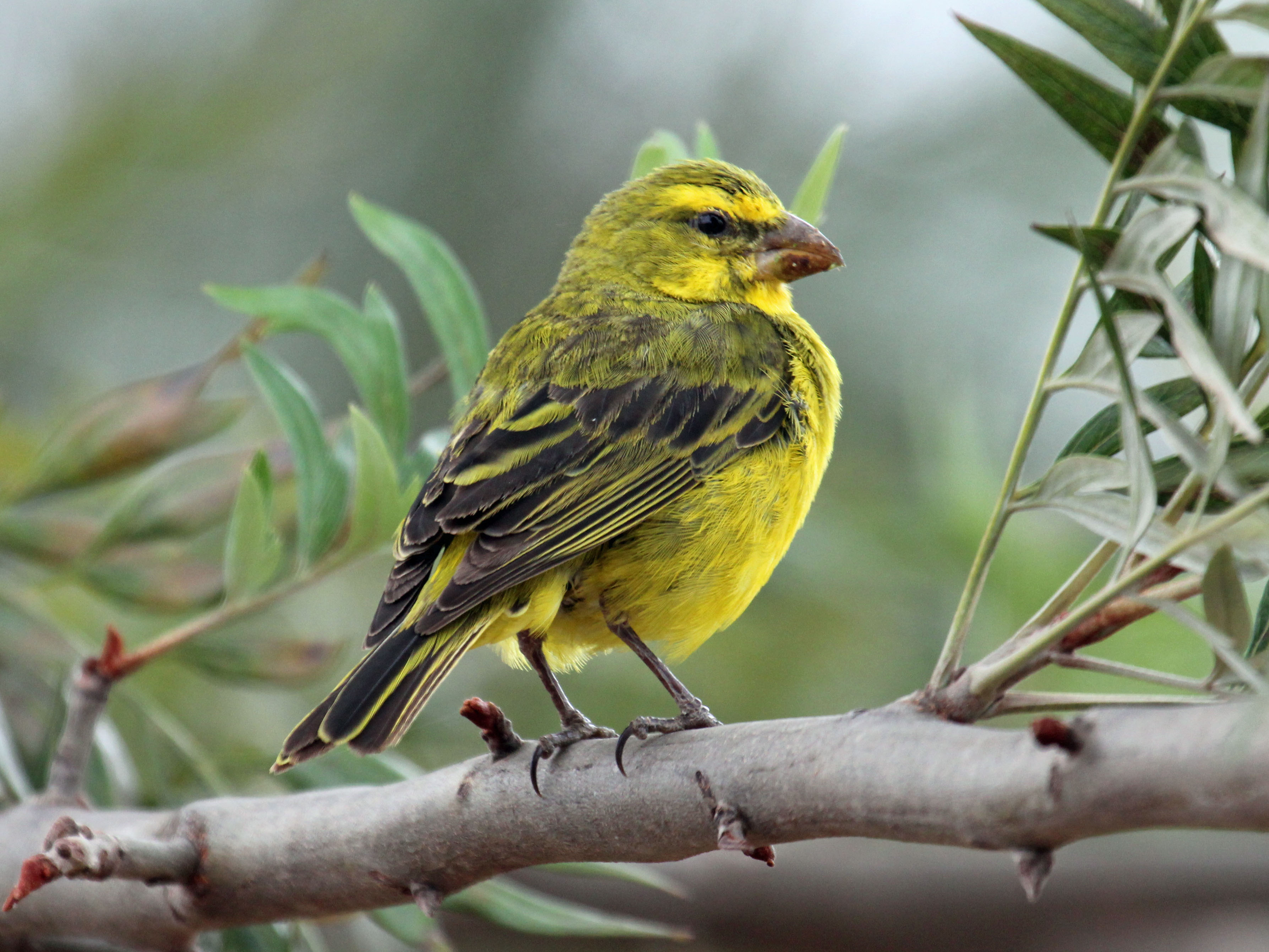
Esemplare si alimenta nel Masai Mara.

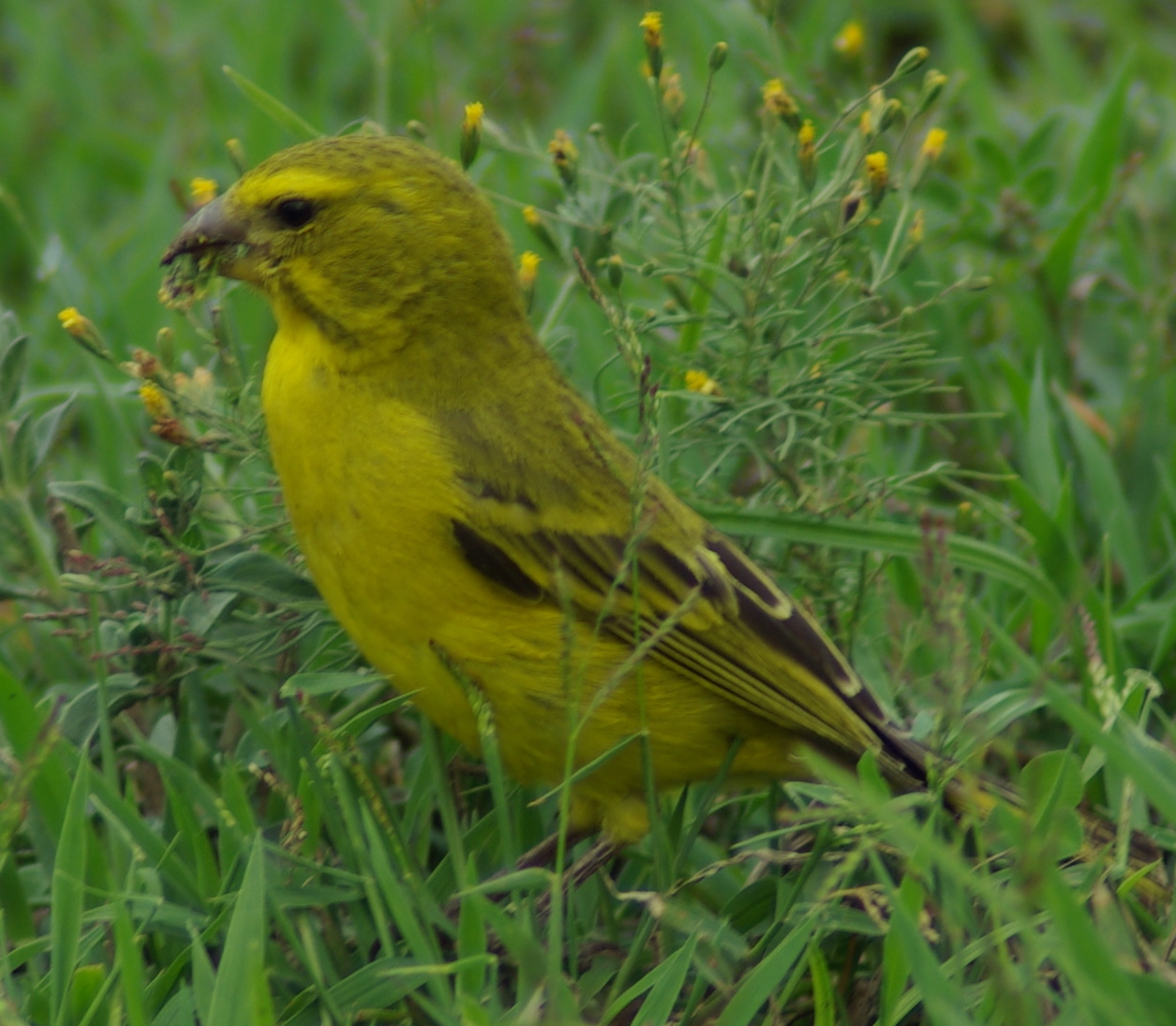
Esemplare si alimenta in Kenya.

Si tratta di una specie granivora, la cui dieta è costituita in massima parte di semi di piante erbacee e cespugliose, oltre che di germogli, foglioline, fiori, bacche e frutti maturi, oltre che di insetti (soprattutto termiti) ed altri piccoli invertebrati.

### Riproduzione
Si tratta di uccelli che possono riprodursi durante tutto l'arco dell'anno, prediligendo per farlo i periodi umidi (marzo-gennaio in Africa orientale, maggio-novembre in Africa meridionale). I maschi attirano le femmine cantando a squarciagola ed effettuando voli rituali attorno posatoi in evidenza, per poi far partire il corteggiamento vero e proprio all'avvicinarsi di una femmina, seguendola insistentemente con becco ed ali semiaperte e penne arruffate.
Il canarino solforato è un uccello monogamo, le cui femmine si occupano della costruzione del nido (una coppa di fibre vegetali intrecciate alla biforcazione di un ramo) e della cova delle 4-6 uova, che dura circa due settimane, mentre il maschio rimane a guardia nei pressi del nido ed imbecca la compagna in cova: l'alimentazione e le cure ai nidiacei sono invece a carico di entrambi i genitori. Così accuditi, i pulli (ciechi ed implumi alla schiusa) s'involano attorno alle tre settimane dalla schiusa, rendendosi però completamente indipendenti non prima del mese e mezzo di vita.

## Distribuzione e habitat

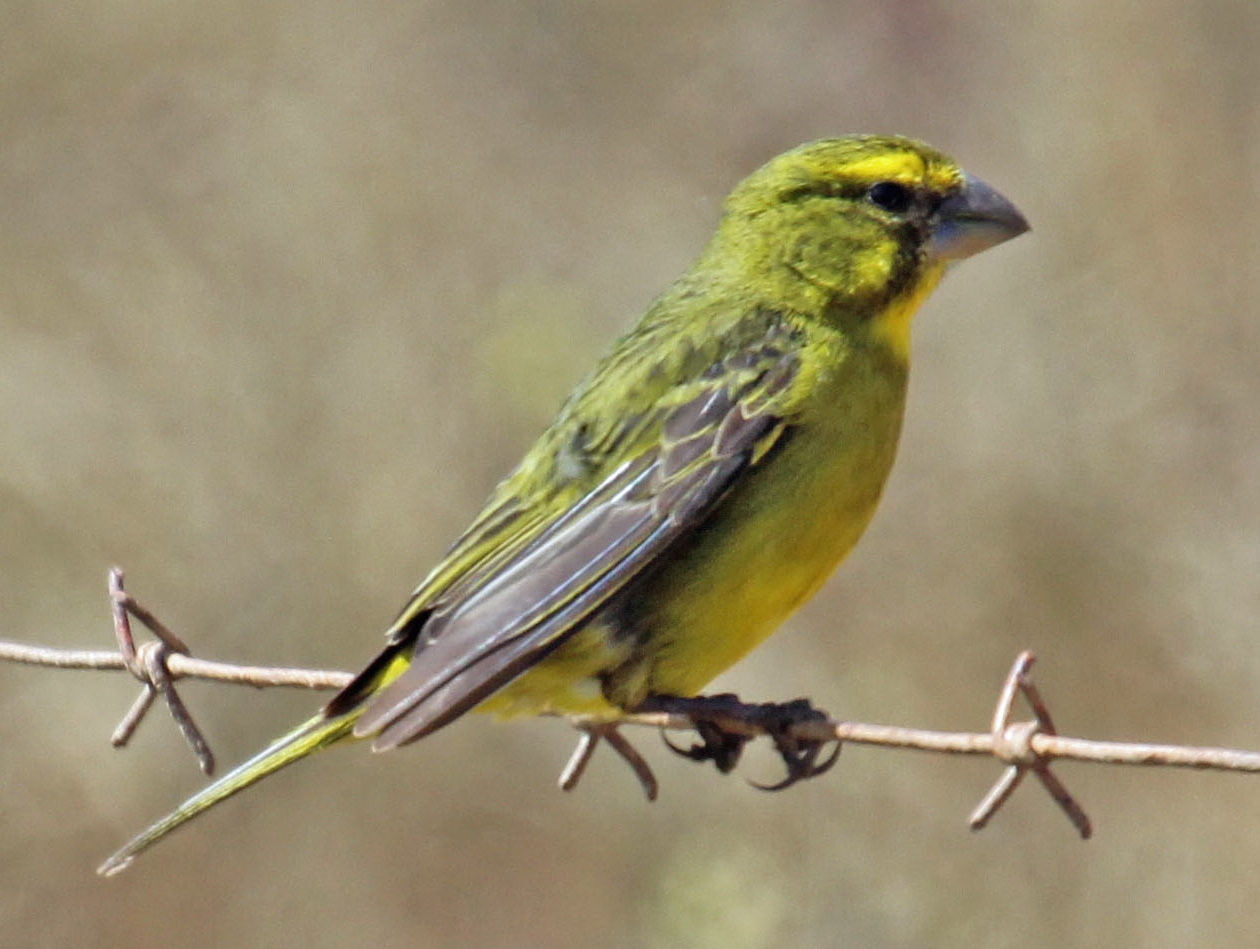
Esemplare in ambiente antropizzato in Sudafrica.

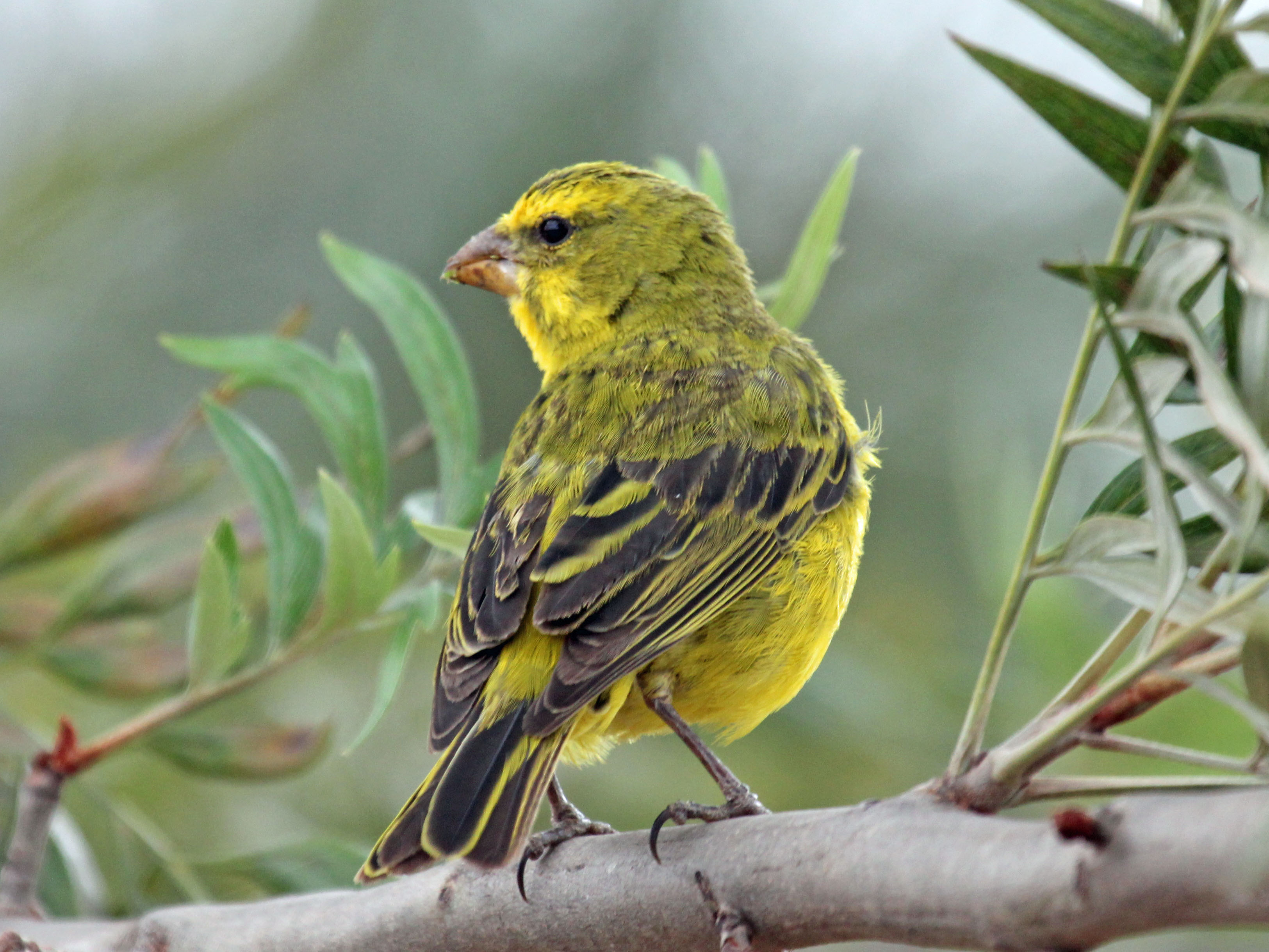
Esemplare nel Masai Mara.

Questi uccelli abitano una vasta porzione dell'Africa orientale e australe, occupando un areale che si estende dall'area attorno al Lago Vittoria al Capo di Buona Speranza e da qui a nord fino all'Angola centro-occidentale.
L'habitat del canarino solforato è rappresentato dalle aree pianeggianti, collinari e submontane con copertura cespugliosa e presenza di macchie arboree non eccessivamente fitte: questi uccelli tollerano senza grossi problemi la presenza dell'uomo, colonizzando anche le aree coltivate e giardini e parchi urbani e suburbani.

Questi uccelli, pur essendo tendenzialmente stanziali, possono compiere spostamenti anche di una certa entità alla ricerca di cibo o acqua, cosa che avviene in special modo nelle aree più secche dell'areale da essi occupato.

## Sistematica
Se ne riconoscono tre sottospecie:
- Crithagra sulphurata sulphurata (Linnaeus, 1766) - la sottospecie nominale, endemica del Sudafrica (province sudafricane del Capo Occidentale meridionale e del Capo Orientale occidentale);
- Crithagra sulphurata sharpii (Neumann, 1900) - diffusa in Angola centro-meridionale, Congo nord- e sud-orientale, Kenya centro-occidentale, Tanzania nord-orientale e meridionale, Mozambico centro-settentrionale, Zambia e Zimbabwe;
- Crithagra sulphurata wilsoni Roberts, 1936 - diffusa in Mozambico meridionale, Swaziland e Sudafrica orientale (dal Limpopo orientale al KwaZulu-Natal);

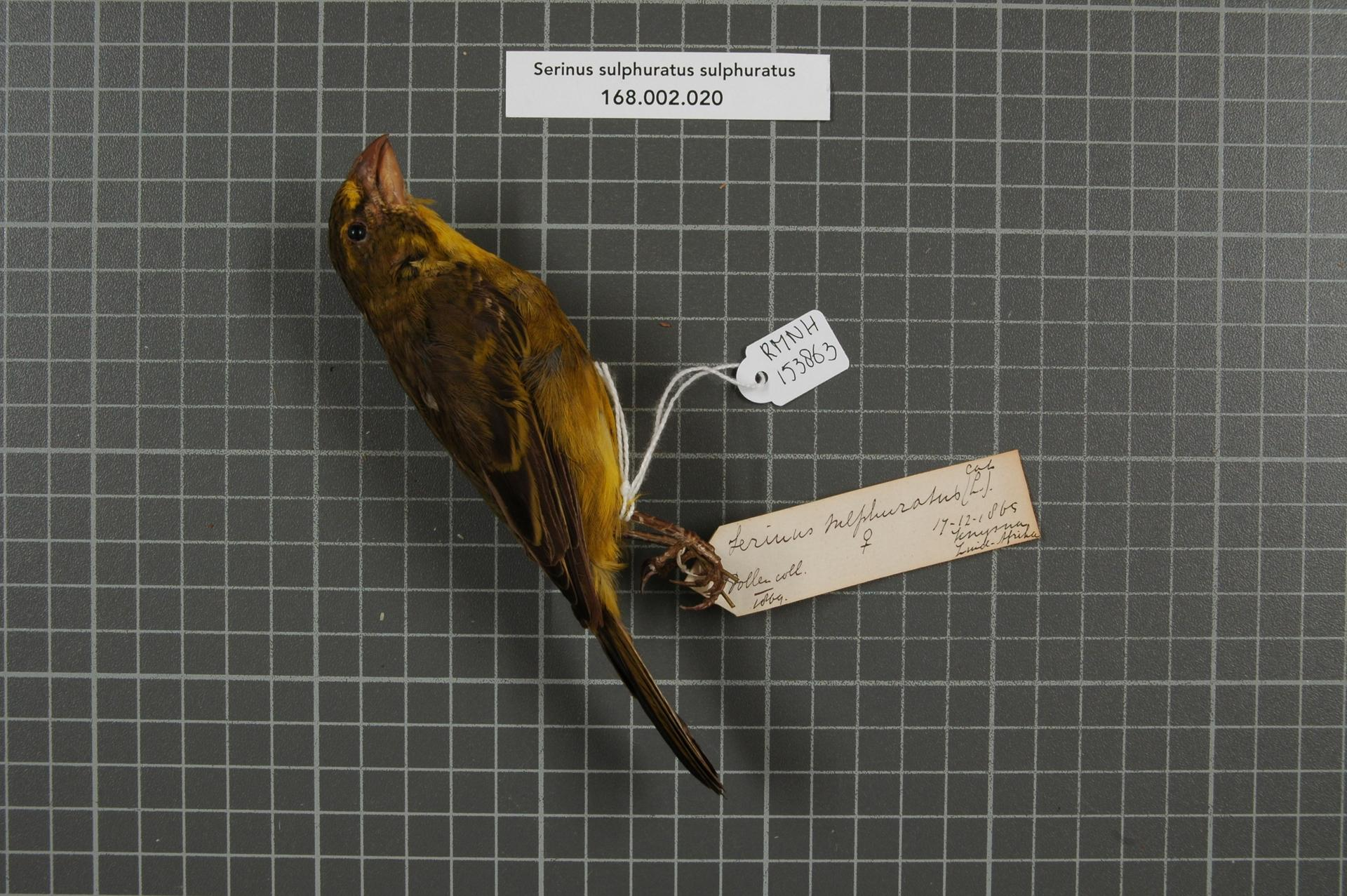
Femmina impagliata della sottospecie nominale.
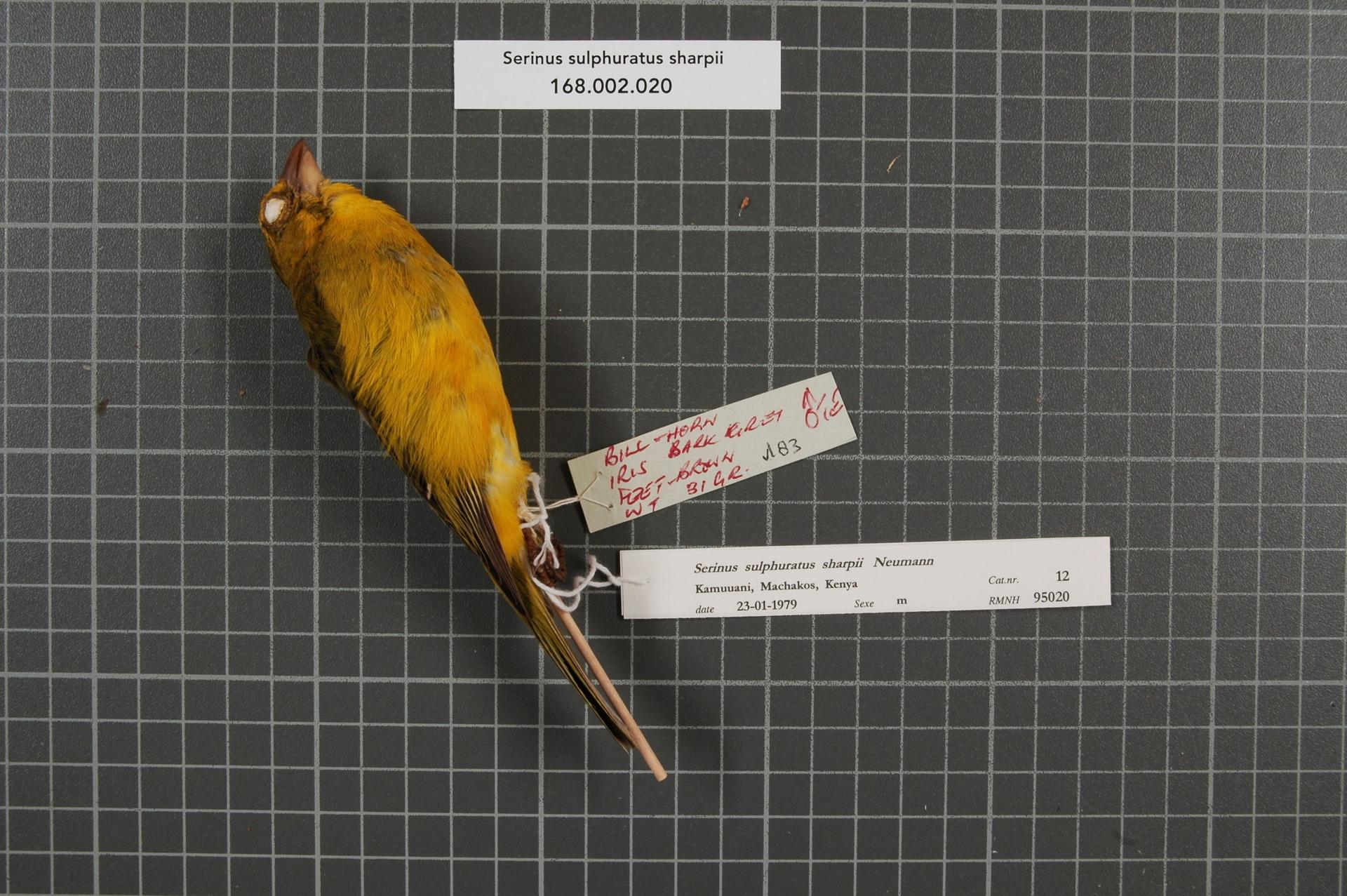
Maschio impagliato della sottospecie sharpii.
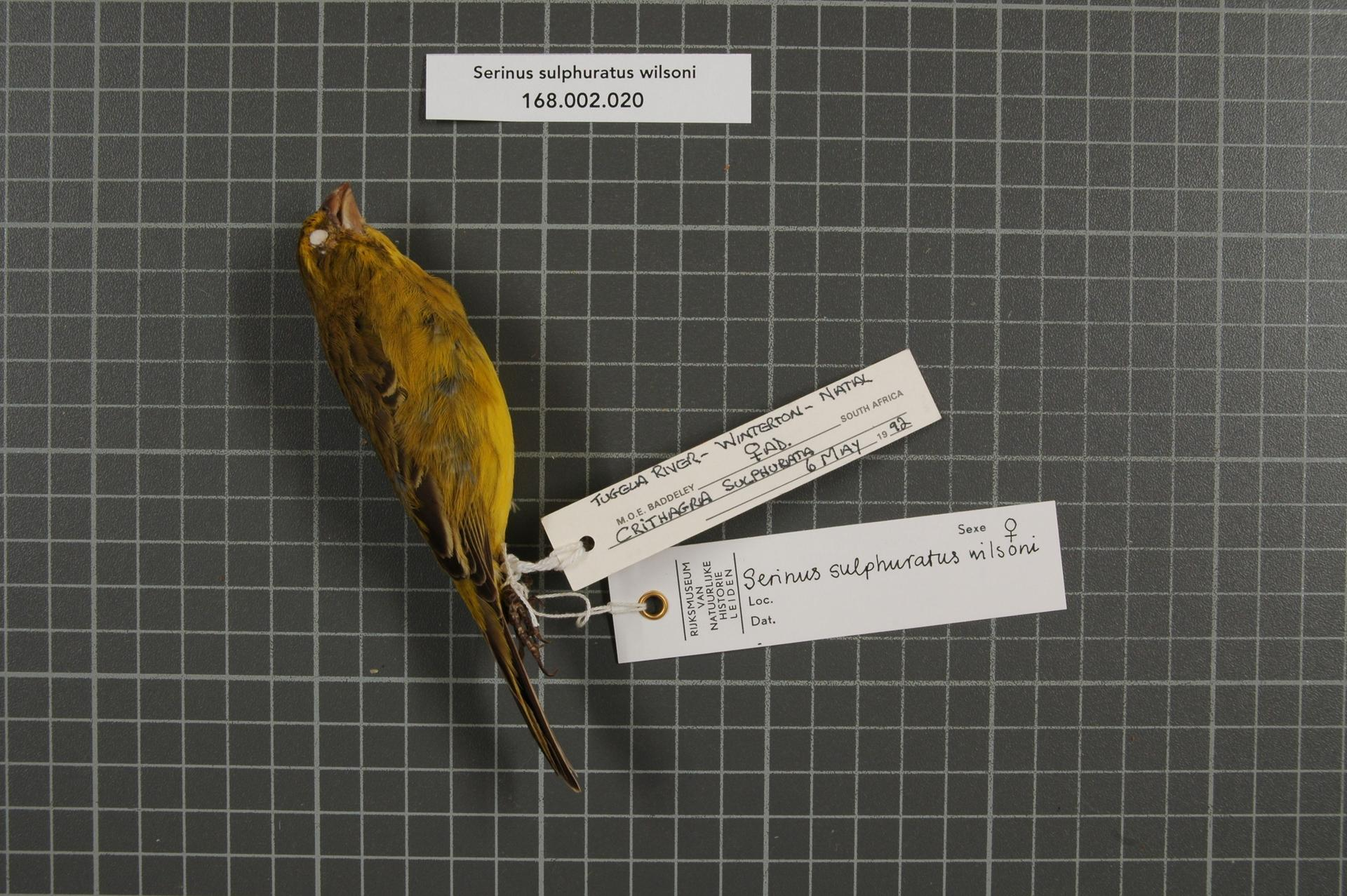
Maschio impagliato della sottospecie wilsoni.
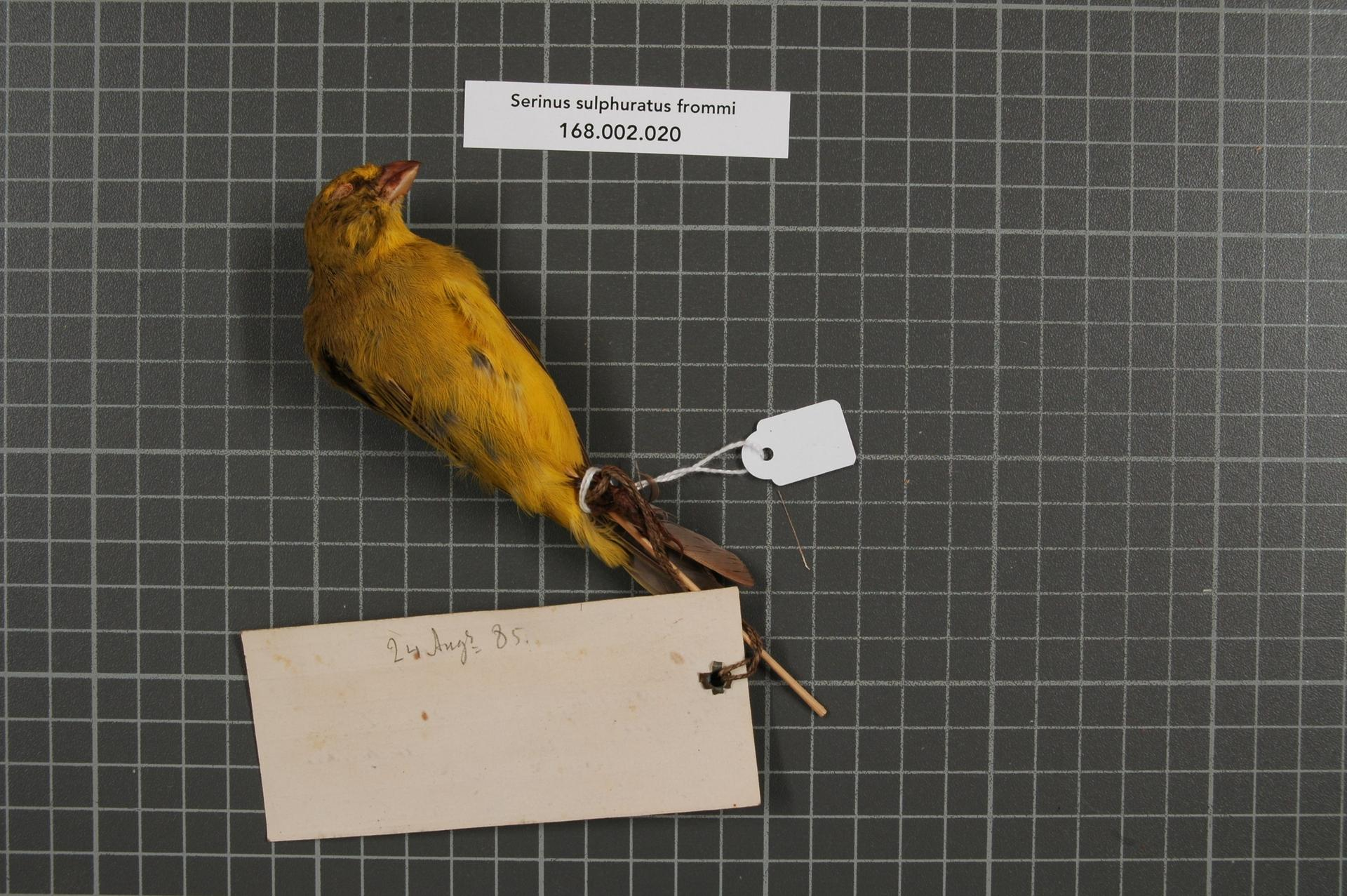
Maschio impagliato della proposta sottospecie frommi.
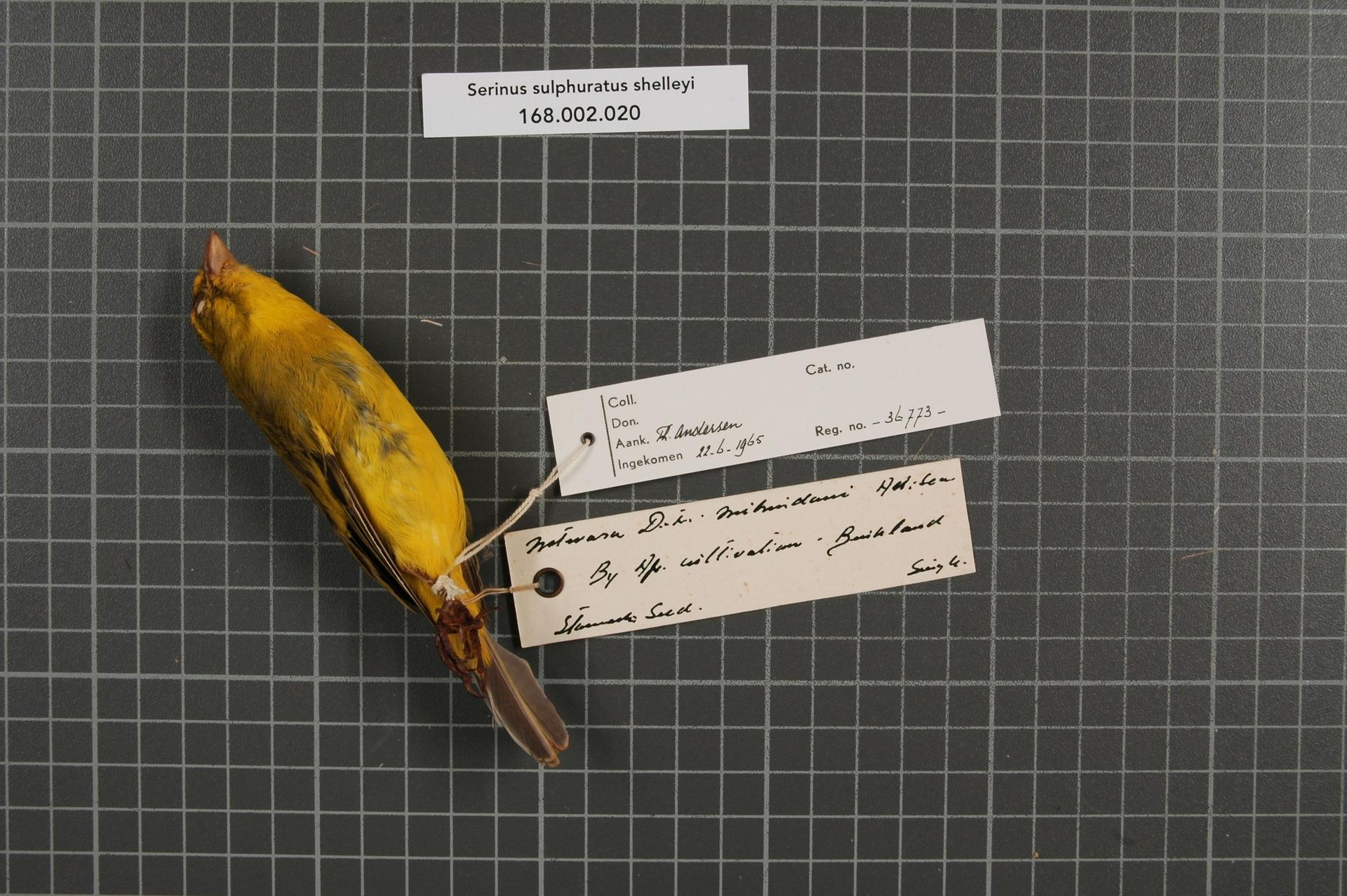
Maschio impagliato della proposta sottospecie shelleyi.

Le popolazioni del Mozambico nord-orientale, della Tanzania meridionale, dell'Uganda, tutte facenti parte della sottospecie nominale, sono per alcuni da elevare al rango di sottospecie a sé stanti, rispettivamente coi nomi di C. s. loveridgei, C. s. frommi e C. s. shelleyi; lo stesso accade per la popolazione di Manica (C. s. languens), facente parte della sottospecie wilsoni.